# Guilherme Kettler
Guilherme Kettler (Mitau, 20 de junho de 1574 – Kucklow, 7 de abril de 1640) foi Duque da Curlândia e Semigália junto com seu irmão mais velho Frederico de 1587 até 1617. Guilherme governou a porção ocidental da Curlândia, enquanto seu irmão Frederico governava a porção oriental de Semigália. Em 1617, Guilherme foi deposto e exilado pelo irmão mais velho que passou a governar como soberano único as possessões do Ducado da Curlândia e Semigália, agora unificado.

## Biografia
Nascido em Mitau em 1574, Guilherme Kettler era o filho mais novo de Gotardo Kettler e sua esposa, Ana de Mecklemburgo. Após a morte do pai em 1587, Guilherme e seu irmão Frederico herdaram o Ducado da Curlândia e Semigália. Os irmãos dividiram o ducado entre si, e Guilherme governou a parte ocidental da Curlândia, com sua Corte em Kuldīga.
Em 1609, Guilherme casou-se com a princesa Sofia da Prússia (1582-1610), filha de Alberto Frederico, Duque da Prússia, recebendo como dote o território de Grobiņa.
Devido a conflitos com a nobreza local, ele foi deposto e exilado pelo irmão em 1617. Depois disso, Frederico tornou-se o único governante do ducado.
Ele faleceu em 7 de abril de 1640 em Kucklow, Ducado da Pomerânia, e foi enterrado na abadia da cidade. Seu filho, Jacob Kettler, sucedeu Frederico como Duque de Curlândia e Semigália em 1642.
Os restos de Guilherme foram devolvidos à Curlândia em 1642, e ele foi enterrado na cripta ducal do Palácio de Jelgava em 23 de fevereiro de 1643.